# Geología de Ecuador
La geología de Ecuador incluye antiguas rocas del Precámbrico y un complejo ensamblaje emblemático de nuevas secciones de corteza de masas terrestres anteriormente unidas, a menudo levantadas como los Andes o transformadas en cuencas.

## Historia geológica, estratigrafía y tectónica
La mayor parte de Ecuador se encuentra bajo rocas ígneas y metamórficas cristalinas del Precámbrico. Las rocas del Grupo Piedras datan del período y afloran en la provincia de El Oro, en la vertiente occidental de los Andes, en el suroeste del país, e incluyen greenschist y anfibolita con pequeñas intercalaciones de esquisto de cuarzo-sericita y cuarcita, datadas en el Proterozoico hace 743 millones de años. Estas rocas polimetamórficas de alto grado presentan a menudo signos de sobreimpresión y en la anfibolita se encuentra hornblenda verde con una textura similar a la de las plumas.

### Mesozoico (hace 251-66 millones de años)
Los territorios continentales y oceánicos comenzaron a añadirse al oeste de Sudamérica en el Mesozoico. En el centro-norte de Ecuador, la falla Peltetec-Portovelo marca la sutura entre el cratón sudamericano preexistente y el terreno Amotape-Chaucha, que subduce parcialmente bajo un sistema de arco continental mesozoico preexistente. Las rocas máficas y granitoides triásicos del complejo metamórfico de El Oro y las eclogitas, blueschist y anfibolitas que lo componen se conocen como el complejo metamórfico de Raspas. Esta sección del terreno estaba previamente subducida, pero fue exhumada con la actividad tectónica.
La separación del supercontinente Gondwana se registra en el Triásico en Ecuador con plutones tipo S, e intrusión de batolitos calcoalcalinos Jurásicos.
Los basaltos oceánicos formados en el Jurásico y el Cretácico se acumularon en el borde del continente como un terrano separado hace unos 130 millones de años, formando un cinturón de basalto y diabasa, junto con toba, rocas meta-sedimentarias y sedimentarias que se extienden

### Cenozoico (hace 66 millones de años hasta el presente)
Tras la acreción de nuevos terrenos a la cordillera Occidental, el Cenozoico trajo consigo el extenso levantamiento de la orogenia andina. Las rocas volcánicas varían geoquímicamente entre la cordillera Occidental y la Oriental. En el este, son predominantemente riolita, andesita y andesitedacita, mientras que en el oeste, son característicamente andesita y plagidacita. Se infiere que son el resultado de la fusión parcial hidratada de la anfibolita y de la anfibolita del Complejo Ígneo Básico.

### Geología de recursos naturales en rocas cenozoicas
La mayoría de los yacimientos mineros de Ecuador son de oro epitermal o de pórfidos de cobre alojados en rocas del Paleógeno, formadas entre el Eoceno y el Mioceno. Pueden haberse originado en un basalto enriquecido de la dorsal oceánica (MORB). En comparación con otros países vecinos, los yacimientos de cobre son comparativamente pequeños. Las explicaciones han incluido la falta de desarrollo de las cámaras de magma hace unos nueve millones de años debido a la extensión de la compresión en la sección ecuatoriana de los Andes, o quizás de la falta de exposición de los depósitos cerca de la superficie.